# Wikipedia en tayiko
La Wikipedia en tayiko (en tayiko: Википедияи Тоҷикӣ), a menudo abreviada como tg.wiki, es la edición en tayiko de Wikipedia, la enciclopedia en línea.

## Historia
Se inauguró el 27 de enero de 2004.
Los artículos están escritos tanto en caracteres latinos como en cirílicos.
Del 8 al 17 de octubre de 2017 pasó de 69.000 a más de 116.000 artículos gracias a la suma de miles de artículos sobre futbolistas; en los días siguientes, muchos de estos fueron eliminados y la Wikipedia en tayiko se estabilizó en 87.000 entradas.

## Estadísticas
La Wikipedia en tayiko tiene 115 068 artículos, 281 131 páginas, 56 794 usuarios registrados de los cuales 82 son activos, 6 administradores y una "profundidad" de 10.
Es la Wikipedia número 68 por el número de entradas pero, en términos de "profundidad", es la 58 entre las que tienen más de 100.000 entradas (al 25 de septiembre de 2022).

## Cronología
- 30 de agosto de 2006: supera las 1000 entradas
- 23 de abril de 2012 - supera las 10.000 entradas
- 18 de julio de 2016: supera las 50 000 entradas y es la Wikipedia número 76 por número de entradas
- 15 de octubre de 2017: supera las 100 000 entradas y es la Wikipedia número 60 por número de entradas
- 18 de octubre de 2017: vuelve por debajo de las 100 000 entradas y es la 62.ª Wikipedia por número de entradas
- 20 de diciembre de 2019: vuelve a superar las 100 000 entradas y es la Wikipedia número 63 por número de entradas